# Емец, Григорий Петрович
Емец Григорий Петрович (род. 8 октября 1957 или 7 октября 1957, Кривой Рог, Днепропетровская область) — советский и украинский легкоатлет (тройной прыжок). Мастер спорта СССР международного класса (1983).

## Биография
Родился 7 октября 1957 года в городе Кривой Рог.
В 1978 году окончил Криворожский горнорудный институт.
В 1980—1983 годах — инструктор по спорту.

## Спортивная карьера
В 1979—1986 годах выступал за спортивный клуб «Богатырь» спортивного общества «Авангард» в Кривом Роге.
В 1983—1987 годах — член сборной УССР по лёгкой атлетике.
Чемпион и рекордсмен Европы по лёгкой атлетике в помещении 1984 года в тройном прыжке (Гётеборг, Швеция — 17,33 м), VIII Спартакиады Украины. Рекордсмен Украины, призёр чемпионатов СССР, победитель и призёр международных состязаний в Италии, Австрии, Польше и Великобритании.
Тренировался у Владимира Чернятевича.

## Награды
- Мастер спорта СССР международного класса (1983).